# عبارات باقاعده سازگار با پرل
عبارات باقاعده سازگار با پرل (به انگلیسی: Perl Compatible Regular Expressions یا به اختصار PCRE یا libpcre) یک کتابخانه عبارت باقاعده برای زبان برنامه‌نویسی سی است که با الهام‌گیری از عبارات باقاعده زبان پرل نوشته شده‌است. این کتابخانه توسط فیلیپ هزل نوشته شده‌است. نحو و سینتکس این کتابخانه نسبت به عبارات باقاعده پازیکس و بسیاری دیگر از کتابخانه‌های کلاسیک عبارات باقاعده پیشرفته‌تر است و انعطاف بیشتری دارد. نام این کتابخانه کمی غلط‌انداز است، چرا که هم PCRE، و هم کتابخانه پرل ویژگی‌هایی دارند که در دیگری یافت نمی‌شود. این کتابخانه در برخی از برنامه‌های برجسته متن‌باز نظیر کارساز وب آپاچی، پی‌اچ‌پی و زبان اسکریپت‌نویسی آر گنجانده شده‌است. از آنجا که این کتابخانه تحت پروانه بی‌اس‌دی منتشر می‌شود، می‌توان آن را در نرم‌افزارهای انحصاری نیز گنجانید. زبان پرل از نسخه ۵٫۱۰ به بعد خود، قابلیتی فراهم کرده که به کمک آن می‌توان از PCRE به عنوان جایگزینی برای موتور پیشفرض عبارات باقاعده استفاده کرد. این کار به کمک ماژول re::engine::PCRE انجام می‌شود. این کتابخانه امروزه در بین برنامه‌نویسان بسیار محبوب شده‌است.